# Jägermeister
Jägermeister (/ˈjeɪɡərmaɪstər/ YAY-gər-my-stər, tiếng Đức: [ˈjɛːɡɐˌmaɪstɐ] ⓘ; viết cách điệu là Jägermeiſter) là một loại rượu tiêu vị của Đức được sản xuất từ 56 thảo mộc và gia vị. Công thức sản xuất Jägermeister vẫn chưa từng được điều chỉnh từ khi sáng lập. Được phát triển năm 1934 bởi Wilhelm và Curt Mast, Jägermeister có độ cồn 35% và phân phối trong một chai thủy tinh màu xanh lá đặc trưng. Đây là sản phẩm chủ lực của Mast-Jägermeister SE, có trụ sở tại Wolfenbüttel, Đức.

## Lịch sử
Wilhelm Mast là một nhà sản xuất giấm và buôn bán rượu tại thành phố Wolfenbüttel, Đức. Con trai của ông là Curt Mast (1897–1970), đam mê sản xuất rượu mạnh và rượu mùi, và giúp đỡ cha mình trong công việc kinh doanh ngay từ khi còn nhỏ. Năm 1934, ở tuổi 37, sau khi tiếp quản công việc kinh doanh của cha mình, Curt đã nghĩ ra công thức cho "Jägermeister".
Curt có đam mê lớn với việc săn bắn. Tên gọi Jägermeister trong tiếng Đức có nghĩa "Liệp thủ" tức chỉ một chức quan lớn trong triều đình quản lý và tổ chức các hoạt động săn bắn. Cụm từ Jägermeister đã mang ý nghĩa chỉ một công việc qua nhiều thế kỷ. Năm 1934, Luật săn bắn Reich (Reichsjagdgesetz) đã định nghĩa lại cụm từ này bao gồm những người đi rừng lâu năm, các trọng tài và người tổ chức trò chơi phục vụ trong xã hội tại Đức. Hermann Göring được bổ nhiệm chức vụ Liệp thủ theo bộ luật Reich hunting master khi luật này được ban hành. Do đó, khi rượu Jägermeister được ra mắt năm 1935, người Đức đã quen thuộc với cái tên này, đôi khi còn gọi là rượu "Göring-Schnaps".
Jägermeister được thế giới chú ý nhiều hơn phần nhiều nhờ công của Sidney Frank (1919–2006), người điều hành một công ty nhập khẩu rượu Mỹ. Từ những năm 1980, ông đã quảng bá rượu Jägermeister đến giới trẻ và sinh viên Mỹ như một món rượu nhậu  – công dụng rất khác biệt với nguồn gốc ban đầu tại thị trường quê nhà ở Đức. Tạp chí New York dẫn lời một hãng nghiên cứu thị trường bình luận ông là "thiên tài quảng cáo" vì đã biến "món rượu mùi không đọc ra được tên... được giới lao động cổ cồn xanh đứng tuổi ở Đức dùng hỗ trợ hệ tiêu hóa sau ăn ... thành biểu tượng tiệc tùng." Công ty Mast-Jägermeister sau đó đã mua lại công ty Sidney Frank Importing vào năm 2015.

## Công thức
Jägermeister là một loại rượu mùi thảo mộc (Kräuterlikör). Nó gần giống với các loại rượu mùi châu Âu khác, chẳng hạn như Gammel Dansk của Đan Mạch, Făt-Frumos và Nucul de Aur của Moldova, Beerenburg của Hà Lan, Unicum của Hungary, Becherovka của Cộng hòa Séc, Gorzka Żołądkowa của Ba Lan, Demänovka của Slovakia, Pelinkovac của Croatia, Riga Black Balsam của Latvia, Gorki List của Serbia, Fernet-Branca của Ý, Licor Beirão của Bồ Đào Nha và Chartreuse và Bénédictine của Pháp. Không giống như các món uống này, Jägermeister có vị ngọt hơn. Ngay tại nước Đức, có khá nhiều các thương hiệu cạnh tranh như Killepitsch, Kuemmerling, Schierker Feuerstein, Schwartshog, Wurzelpeter và Underberg, một số trong các rượu này cũng có vị ngọt như Jägermeister.
Thành phần của Jägermeister bao gồm 56 loại thảo mộc, trái cây, rễ cây và các hưong liệu bao gồm vỏ cam, quýt, cam thảo, hồi, hạt anh túc, nghệ tây, gừng, quả bách xù và nhân sâm. Những thành phần này được nghiền nát, sau đó ngâm trong nước và rượu trong hai đến ba ngày. Hỗn hợp này được lọc và lưu trữ trong thùng gỗ sồi trong khoảng một năm. Sau đó, rượu được lọc lại và trộn với đường, caramel và cồn.
Công ty sản xuất khuyến nghị nên ướp đá Jägermeister và uống lạnh, đề xuất nên bảo quản rượu trong tủ đông ở nhiệt độ −18 °C (0 °F) hoặc trong các tháp hoặc vòi rượu trong khoảng nhiệt độ từ -15 đến −11 °C (5 và 12 °F).
Không như các lời đồn trên mạng internet, Jägermeister không chứa máu hươu hoặc máu nai sừng tấm.

## Nhãn hiệu

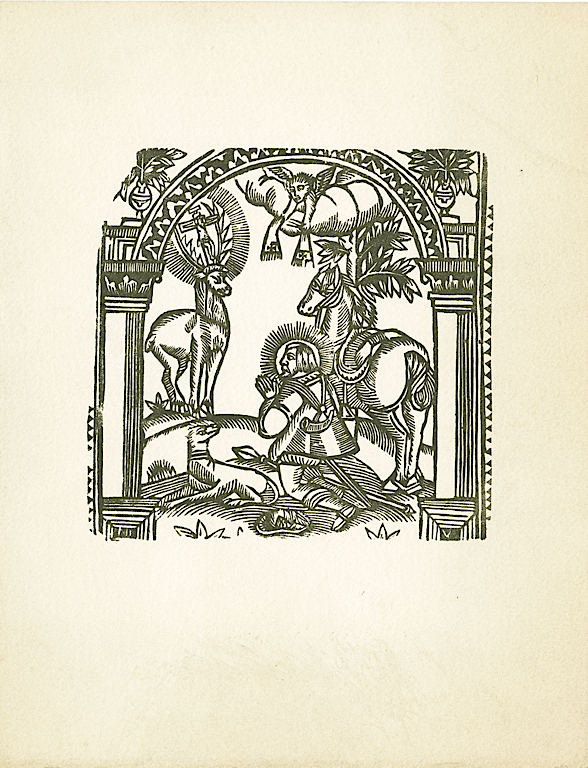
Anon. (Pháp), Untitled (St. Eustace), tranh khắc gỗ thế kỷ 19, [https://www.nga.gov/research/library/imagecollections.html Bộ sưu tập Hình ảnh, Thư viện Phòng trưng bày Nghệ thuật Quốc gia, Washington, DC

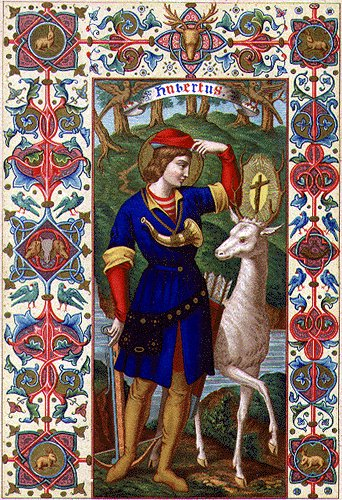
Thánh Hubertus nhìn thấy khải tượng cây thánh giá giữa gạc của một con hươu đực

Nhãn hiệu trên các chai rượu Jägermeister có hình một cây thánh giá Kitô giáo phát sáng giữa gạc của một con hươu đực. Hình ảnh này liên quan đến hai thánh bảo hộ người thợ săn, Thánh Hubertus và Thánh Eustace, cả hai đều cải đạo sang Cơ đốc giáo sau khi trải qua một khải tượng là một cây thánh giá giữa gạc của một con hươu đực.
Tên sản phẩm là một trong số ít các trường hợp hiện nay sử dụng chữ s dài trong cách viết.
Nhãn hiệu cũng có in câu thơ sau đây từ bài thơ Weidmannsheil, viết bởi thợ săn kiêm nhà điểu học Oskar von Riesenthal; nhãn không nêu danh tác giả.

Nguyên văn bài thơ:
Das ist des Jägers Ehrenschild,

dass er beschützt und hegt sein Wild,

weidmännisch jagt, wie sich's gehört,

den Schöpfer im Geschöpfe ehrt.
Tạm dịch nghĩa theo bản dịch tiếng Anh của Mast-Jägermeister SE:
Vinh hạnh của kẻ đi săn,

Là trò chơi hắn bảo vệ và giữ gìn

Săn bắn bằng tinh thần thượng võ

Tôn vinh Ngài qua tạo vật của Ngài

## Các loại cocktail dùng Jägermeister

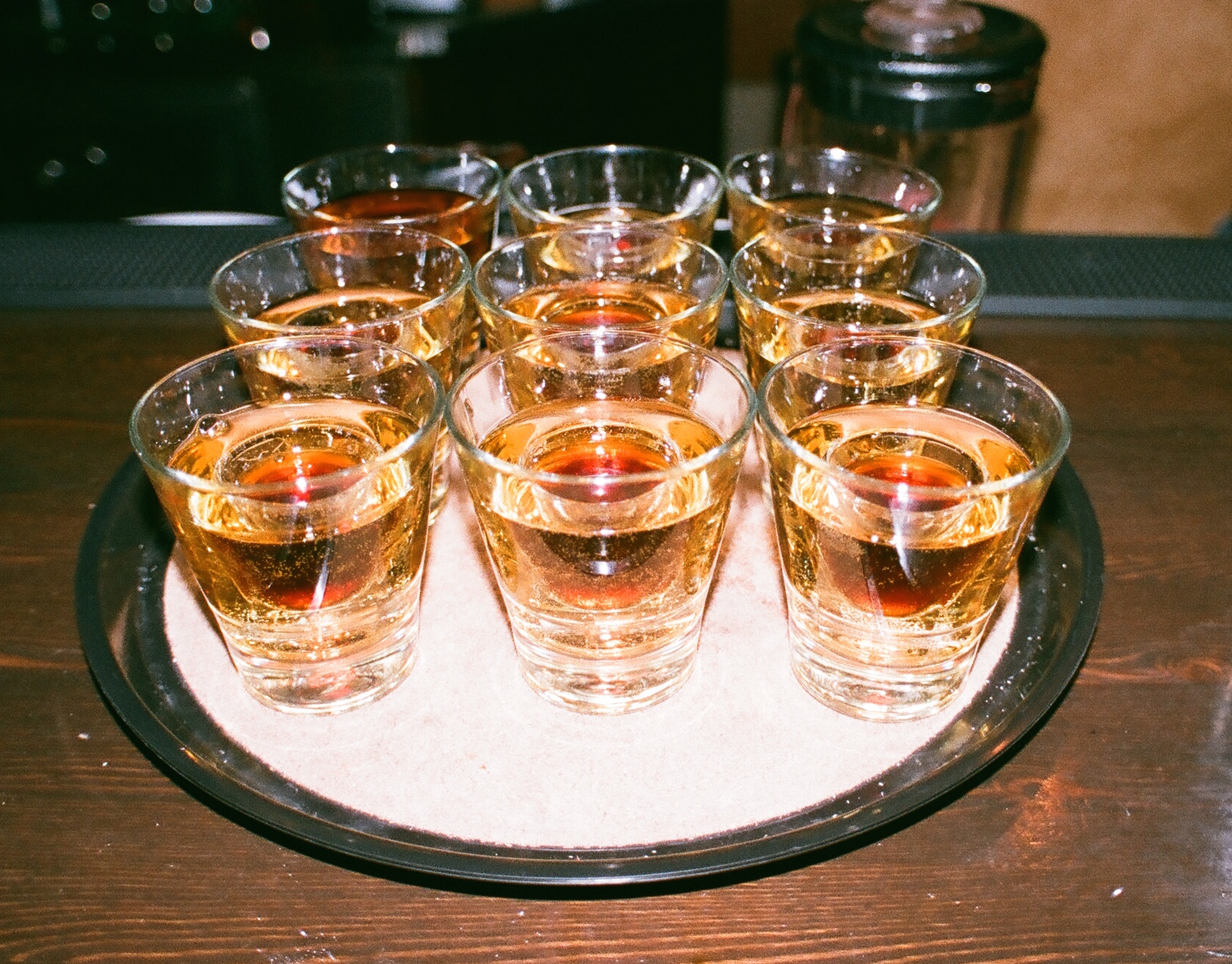
Jägerbomb cocktail

- Jägermeister pha với nước tăng lực Red Bull theo kiểu "shot glass" gọi là Jägerbomb.
- Món cocktail Liquid Heroin là một "shooter" (dung tích 30ml, thường được uống chỉ bằng một hơi) gồm một phần Rumple Minze, một phần Jägermeister và một phần rượu rum Bacardi 151. Nếu muốn pha Liquid Cocaine thì thay Rumple Minze bằng Goldschläger. .
- Surfer on Acid là cocktail pha bằng ba phần bằng nhau gồm: Jägermeister, Malibu, và nước ép dứa.
- The Four Horsemen of the Apocalypse là một cocktail dùng trong ly shot bao gồm bốn phần bằng nhau các loại rượu Jägermeister, Rumple Minze, Goldschläger, và Bacardi 151.
- Starry Night được pha bởi 2⁄3 shot rượu Jägermeister và 1⁄3 shot rượu Goldschläger.
- Redheaded Slut là cocktail pha bởi Jägermeister, rượu Schnapps hương đào, và nứoc ép nam việt quất.[21]

## Các sản phẩm khác

### Pha sẵn
Năm 2012, Jägermeister ra mắt các món uống được pha sẵn gồm "raw" và "ginger lime".

### Manifest
Năm 2018, Jägermeister ra mắt dòng sản phẩm cao cấp Manifest. Món rượu 38% độ cồn được ủ trong thùng gỗ sồi lâu gấp đôi và không khuyến nghị dùng lạnh.

### Dòng sản phẩmkarakter
Vào năm 2019, Jägermeister đã ra mắt sản phẩm đầu tiên trong dòng sản phẩm "karakter", Scharf, còn được gọi là Jägermeister hương gừng cay. Mỗi sản phẩm trong sê-ri karakter sẽ làm nổi bật một trong 56 loại thảo mộc và gia vị đặc trưng của Jägermeister. Kể từ tháng 1 năm 2021, không có sản phẩm mới trong dòng sản phẩm này được ra mắt.

### Jägermeister Cold Brew Coffee
Vào năm 2019, Jägermeister đã ra mắt Jägermeister Cold Brew Coffee Liqueur, với công thức truyền thống bổ sung thêm vị cà phê và ca cao.

## Tài trợ thương mại

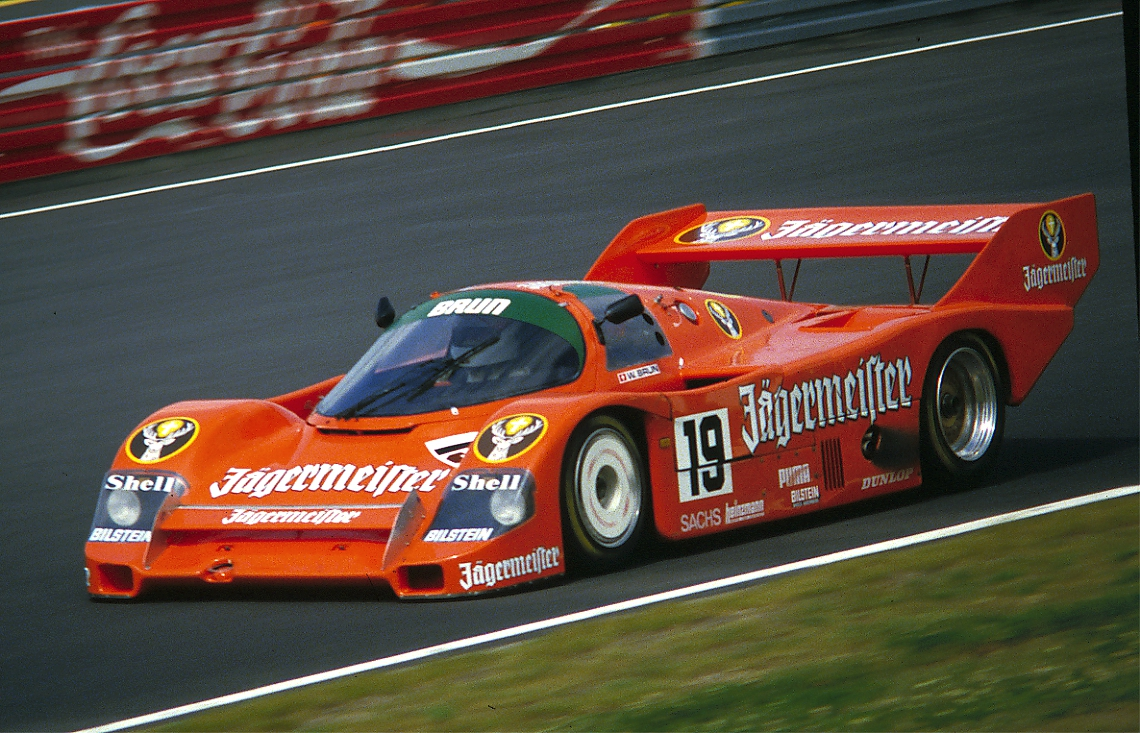
Một chiếc Porsche 956 của đội đua Brun Motorsport, tài trợ bởiJägermeister

### Thể thao
Từ những năm 1970, thương hiệu Jägermeister đã gắn liền với môn đua xe mô tô, qua việc tài trợ cho nhiều đội đua châu Âu, chủ yếu là những đội sử dụng xe BMW và Porsche. Các đội này đã thi đấu trong nhiều loạt giải đua lớn bao gồm Công thức 1 (tháng 3 và EuroBrun), DRM (Max Moritz,   Kremer, Zakspeed), DTM và Nhóm C (Brun Motorsport), và đã giành giải đua đồng đội tại Giải vô địch xe thể thao thế giới năm 1986.
Màu cam đặc trưng của thương hiệu Jägermeister là một trong những màu sắc dễ nhận ra trong đua xe thể thao. Thương hiệu đồ chơi Spanish Fly mới đây đã cho ra mắt những mẫu xe với thiết kế đặc trưng này. Gần đây hơn, họ đã giới thiệu Naylor Racing NHRA Pro Stock car, nhưng không có màu cam trên. Một bài báo trong ấn bản Autosport ngày 31 tháng 1 năm 2008 đã liệt kê màu sơn này là một trong 20 cách phối màu thương mại ấn tượng nhất.
Jägermeister gắn liền với bóng đá Đức, đặc biệt là Bundesliga. Năm 1973, Eintracht Braunschweig trở thành đội Bundesliga đầu tiên in logo của nhà tài trợ trên áo thi đấu của mình, dù đội từ chối lời đề nghị đổi tên thành Eintracht Jägermeister. Khoản tài trợ đã gây tranh cãi gay gắt vào thời điểm đó khi đã trả cho đội Eintracht Braunschweig 100.000 DM (tương đương 51.130 €) và khai mở một phương thức kinh doanh mới trong nền công nghiệp bóng đá. Các dội bsong khác nhanh chóng học hỏi. Jägermeister giờ đã được đặt quảng cáo tại nhiều sân bóng đá ở Đức.
Jägermeister cũng xuất hiện trong môn bóng bàn châu Âu khi tài trợ cho câu lạc bộ Đức TTC Jägermeister Calw và là nhà tài trợ cá nhân của Dragutin Šurbek.
Kể từ năm 2018, Jägermeister đã tài trợ cho National Hockey League (NHL) để được giới thiệu là món uống shot chính thức của NHL.

### Âm nhạc
Tại Hoa Kỳ, Jägermeister trở nên nổi tiếng nhờ sự quảng bá của Sidney Frank và thông qua việc hợp tác với các ban nhạc rock và heavy metal như Murphy's Law, Halestorm, Metallica, Mötley Crüe, Pantera, Slayer, HIM, Crossfaith, Epica, The Bloodhound Gang, Psychostick và Turbonegro.  Jägermeister là nhà tài trợ lưu diễn cho nhiều ban nhạc thuộc thể loại này.
Jägermeister là nhà tài trợ cho chặng thứ hai của Lễ hội âm nhạc Rockstar Mayhem từ năm 2008.  Lễ hội Mayhem là một lễ hội lớn của tín đồ nhạc Hard rock và Modern metal lưu diễn ở Hoa Kỳ và Canada. Lễ hội có sự góp mặt của các ban nhạc Machine Head, Airbourne, Five Finger Death Punch và Walls of Jericho trong năm 2008; Trivium, All That Remains và God Forbid trong năm 2009 và Hatebreed, Chimaira, Shadows Fall, Winds of Plague trong năm 2010. The 2011 có sự tham gia của Unearth, Kingdom of Sorrow, và Red Fang. The 2012 có Anthrax, Asking Alexandria, and một số ban nhạc khác.
Tại Úc, Jägermeister tài trợ Bảng xếp hạng AIR là bảng xếp hạng âm nhạc độc lập chính thức của Úc (do Hiệp hội các hãng thu âm độc lập Úc điều hành).
Vào năm 2020, Jägermeister Mỹ đã khởi động một chương trình tên "Meister Class", một sân chơi nhằm cung cấp cho các nhạc sĩ mới nổi cơ hội học hỏi và gặp gỡ với các ngôi sao đã thành danh như Mustard, Smino và EarthGang.
Vào ngày 18 tháng 12 năm 2020, Jägermeister USA được thông báo đã quyên góp một triệu đô la cho Quỹ cứu trợ khẩn cấp NIVA để hỗ trợ các địa điểm gặp khó khăn do COVID-19.

## Hình ảnh

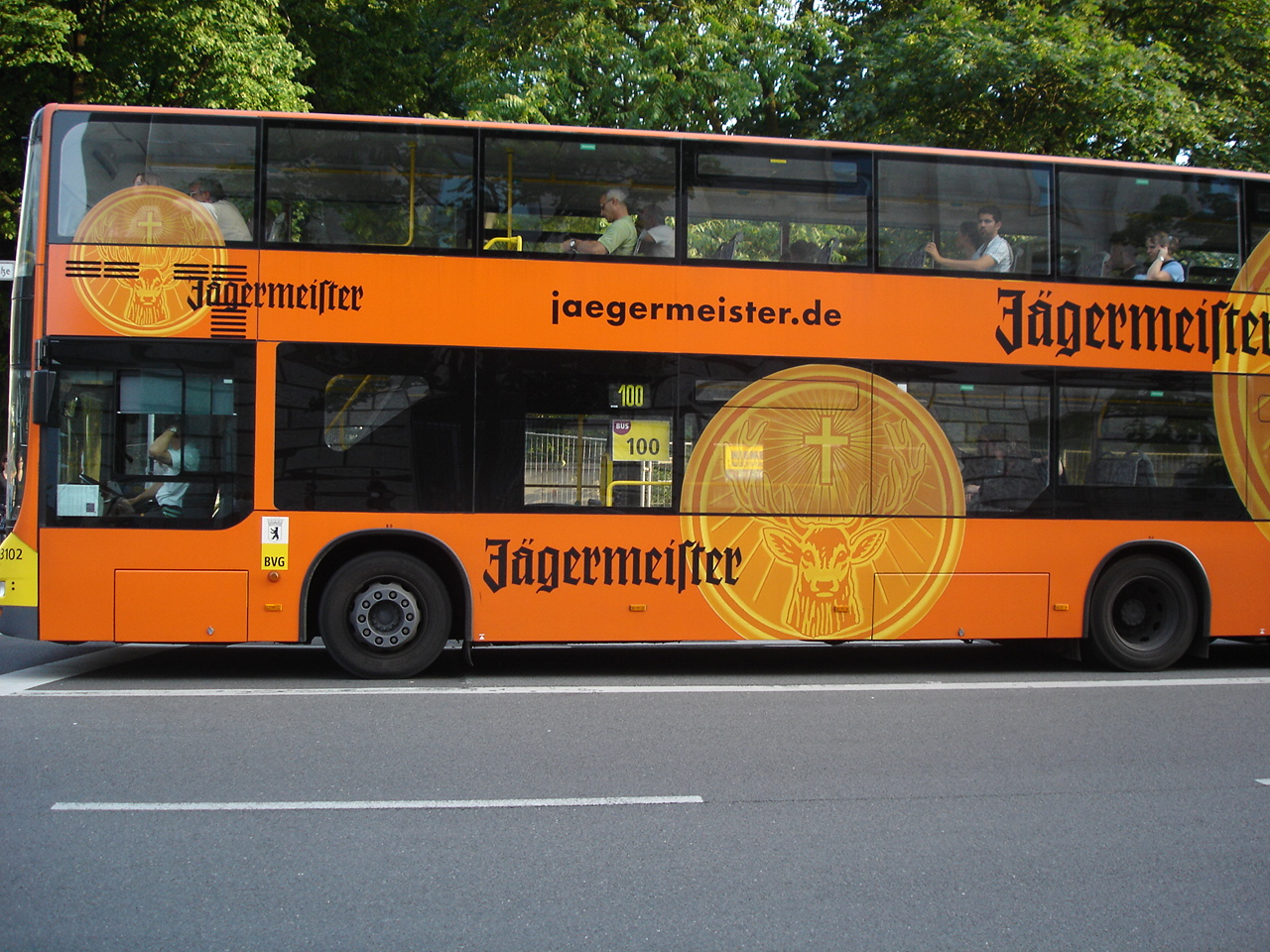
Quảng cáo Jägermeister trên xe buýt
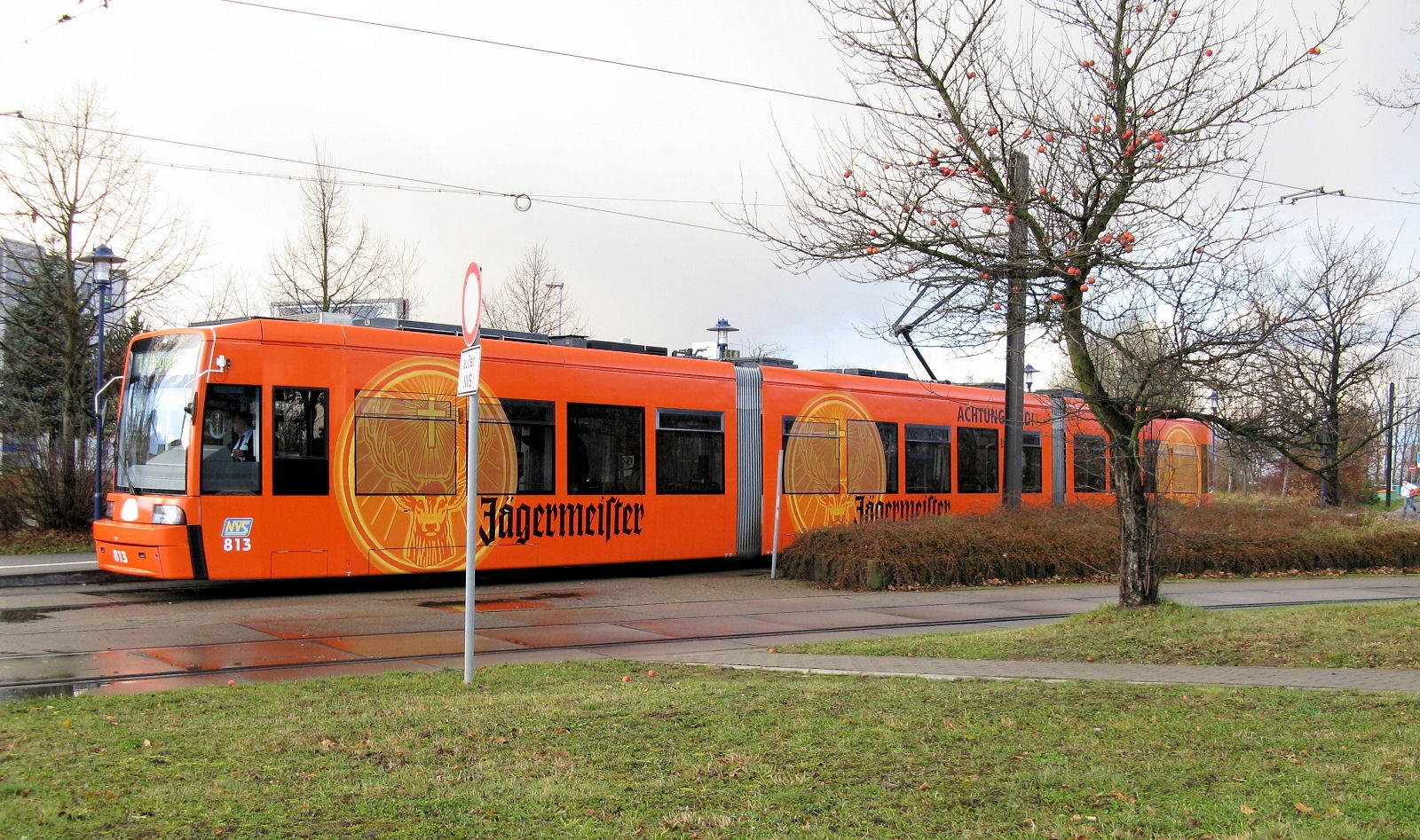
Xe điện có quảng cáo Jägermeister
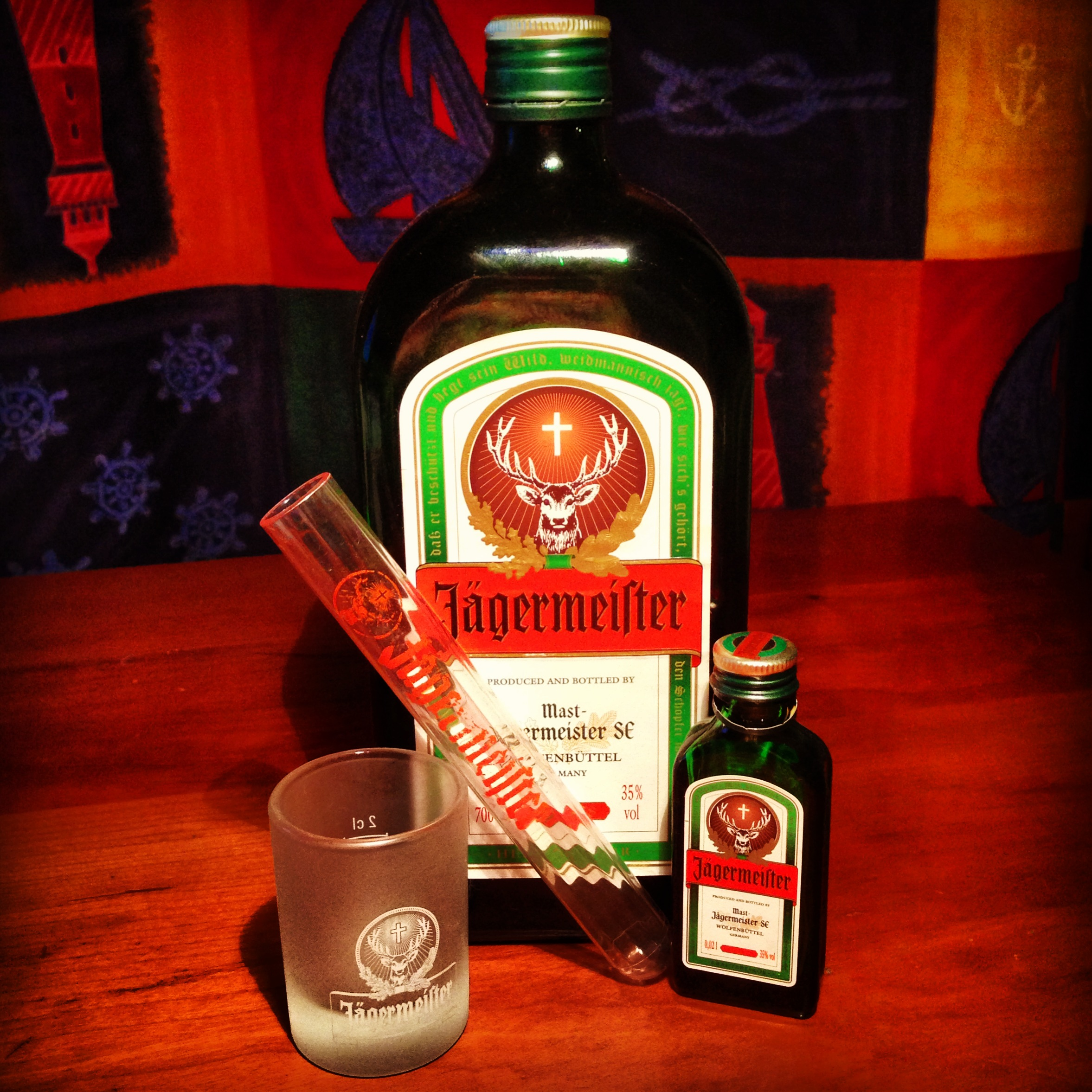
Jägermeister
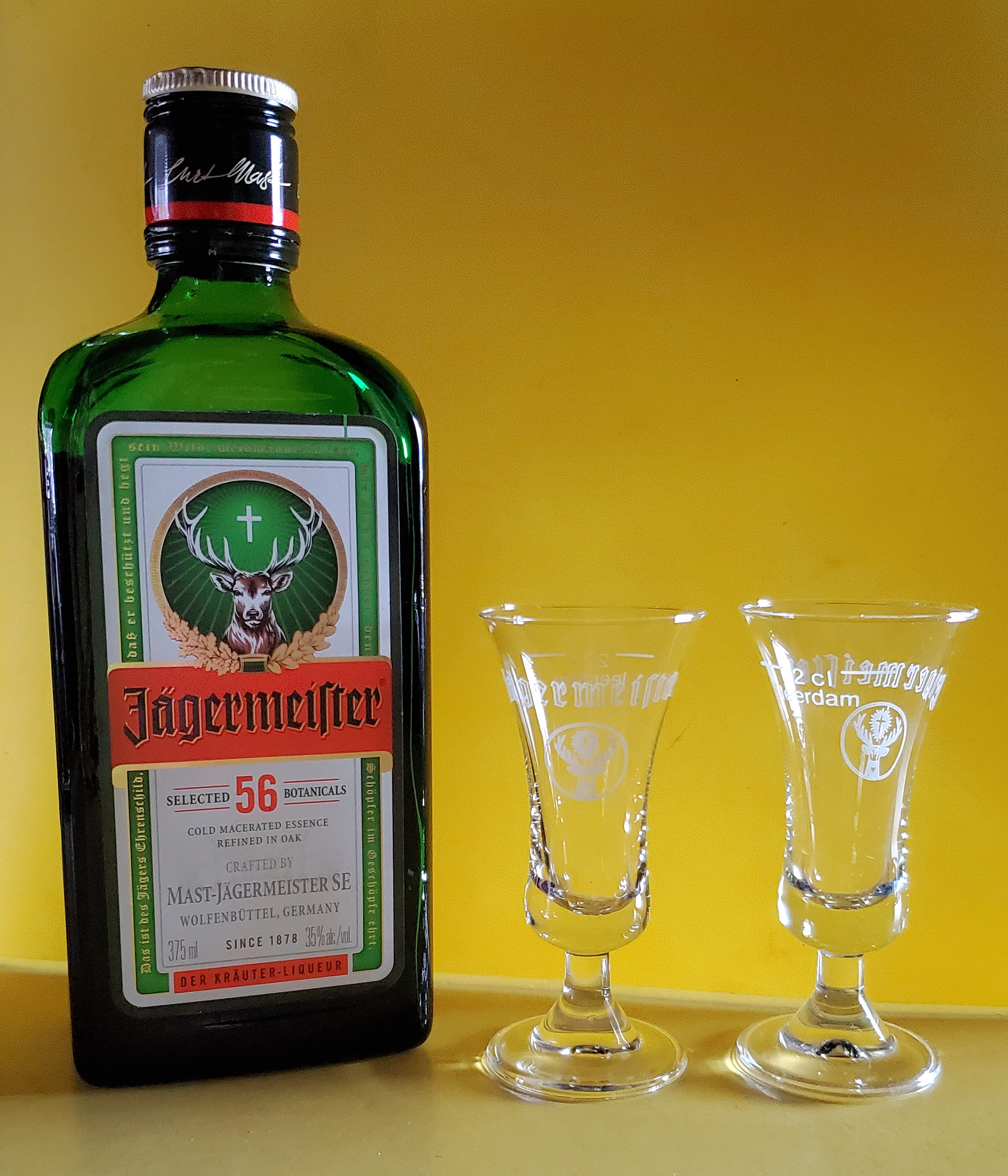
Jägermeister và ly thủy tinh